# Perfil de Einasto

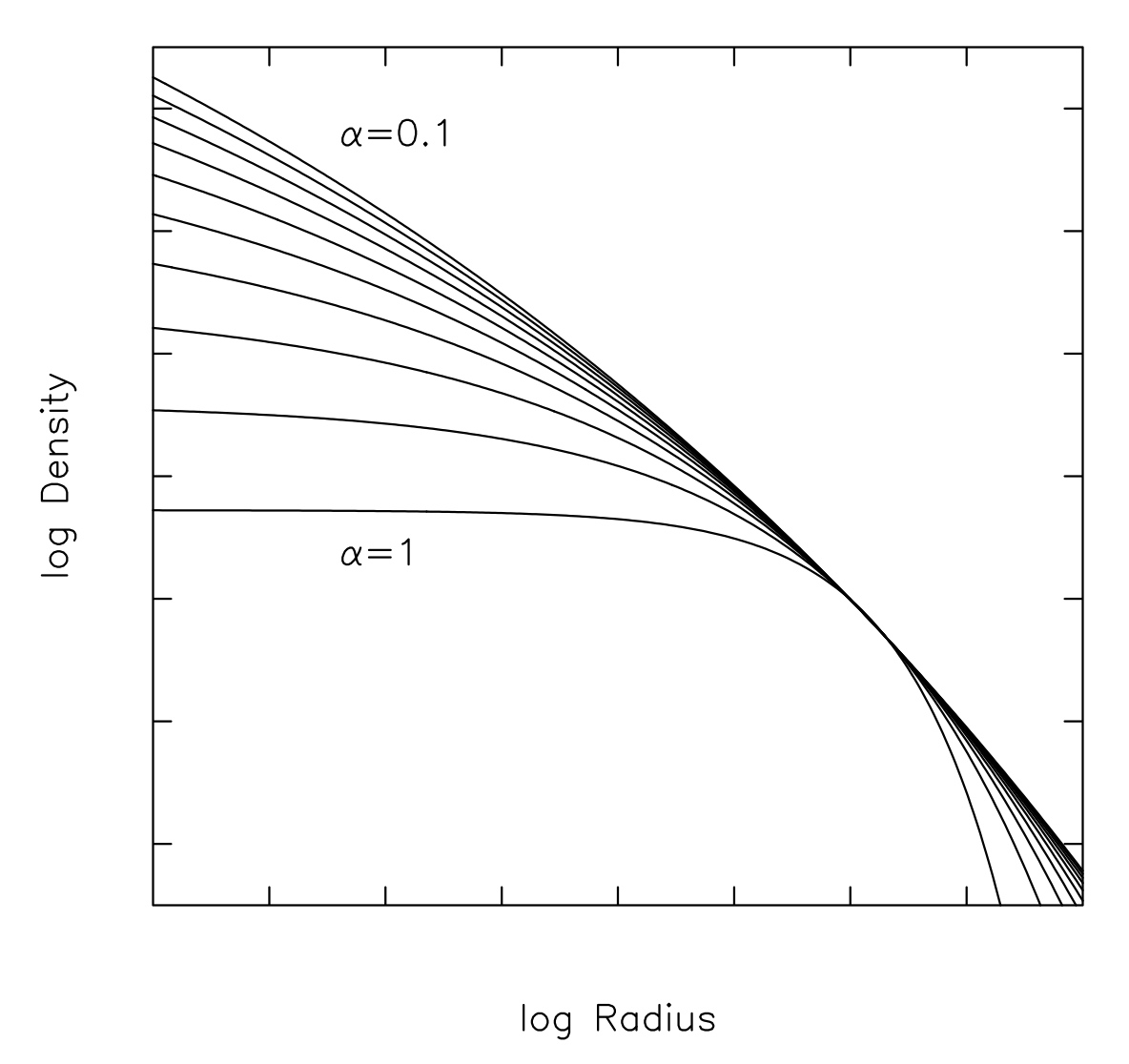
Perfiles de Einasto. El orden de α se invierte para radios grandes.

El perfil de Einasto (o modelo de Einasto) es una función matemática que describe cómo la densidad {\displaystyle \rho } de un sistema estelar esférico varía con la distancia {\displaystyle r} desde su centro. Jaan Einasto presentó su modelo en una conferencia celebrada en 1963 en Alma-Ata (Kazajistán).
El perfil de Einasto posee una pendiente logarítmica de ley de potencias de la forma:
{\displaystyle \gamma (r)\equiv -{\frac {\operatorname {d} \ln \rho (r)}{\operatorname {d} \ln r}}\propto r^{\alpha }}
que puede reordenarse de la siguiente forma
{\displaystyle \rho (r)\propto \exp {(-Ar^{\alpha })}.}
El parámetro {\displaystyle \alpha } controla el grado de curvatura del perfil. Esto puede verse calculando la pendiente en un gráfico logarítmico:
{\displaystyle d\ (\log \rho )/d\ (\log r)\propto -r^{\alpha }.}
Cuanto mayor es {\displaystyle \alpha } más rápidamente varía la pendiente con el radio (véase la figura). La ley de Einasto puede describirse como una generalización de una ley de potencia, {\displaystyle \rho \propto r^{-N}} que tiene una pendiente constante en escala bilogarítmica (es decir, logarítmica en ambos ejes).
El modelo de Einasto tiene la misma forma matemática que la ley de Sersic, que se utiliza para describir el perfil de brillo superficial (es decir, la densidad proyectada) de las galaxias.
El modelo de Einasto se ha utilizado para describir muchos tipos de sistemas, incluyendo galaxias y halos de materia oscura.